# Buksi
A Buksi a jugoszláviai magyarság második világháború utáni első szórakoztató-ismeretterjesztő hetilapja volt. Mottója szerint „A 7-77 éves fiatalok lapja”
Első száma 1957. december 26-án jelent meg Újvidéken. (A katolikus karácsonykor történő lapindítás szinte hagyománnyá vált a volt-jugoszláviai magyar kisebbség  sajtóalapításában: A Magyar Szó napilap első száma is karácsonyra jelent meg 1944-ben, a Családi Kör hetilapé pedig 1990-ben.) 
A Buksi a háború után nehezen beinduló színes nyomtatásban jelent meg. Tartalmának legnagyobb részét folytatásos képregények alkották, mint a Valiant herceg, Dan Cooper, Vakarcs és Pöttömke, Talpraesett Tom, de foglalkozott tudománnyal, sporttal, filmmel is , emellett érdekességeket és rejtvényeket is közölt. 
A lapindításra az újvidéki Fórum és a belgrádi Borba lapkiadó-vállalat összefogásában került sor, és a csütörtökönként megjelenő hetilap a szerb nyelvű Kekec testvérlapjának számított. A magyar nyelvű kiadás főszerkesztője Bogdánfi Sándor (1912-1987) író, humorista, újságíró volt. 
A Buksi a délvidéki magyarság körében nagy olvasótáborra tett szert, és példányszáma folyamatosan növekedett. Ennek ellenére a belgrádi partnercég sajátos érdekei megakadályozták a magyar változat további megjelenését. A Buksi megszűnésekor az olvasók számtalan levéllel tiltakoztak és kérték a folytatást.
Utolsó, 249. száma 1962. október 1-jén jelent meg.